# جوزيف إي. جونز
جوزيف إي. جونز (بالإنجليزية: Joseph E. Jones)‏ هو سياسي أمريكي، ولد في 29 يونيو 1914، وتوفي في 8 مايو 2003 في الولايات المتحدة. حزبياً، نشط في الحزب الديمقراطي. وقد انتخب عضو جمعية ولاية ويسكونسن.